# Fudbalski klub Jedinstvo Brčko
Il Fudbalski klub Jedinstvo Brčko, noto anche come Jedinstvo Brčko, è una squadra di calcio bosniaca con sede a Brčko, nel distretto di Brčko.

## Storia
La squadra è stata fondata nel 1919. Durante la Repubblica Socialista Federale di Jugoslavia ha militato per molte stagioni nella serie cadetta jugoslava, risultando la trentesima squadra nella classifica perpetua della Druga savezna liga. Miglior piazzamento raggiunto fu il terzo posto nel girone ovest della Druga Liga 1982-1983.
Dopo l'indipendenza della Bosnia ed Erzegovina nel 1992, passa sotto l'egida della Federazione calcistica della Repubblica Serba di Bosnia ed Erzegovina e dal 2002 della Federazione calcistica della Bosnia ed Erzegovina, senza però mai raggiungere la massima serie locale. Nella sua storia ha vinto il due occasioni la Kup Republike Srpske.